# Quintinite
La quintinite (simbolo IMA: Qtn) è un minerale molto raro del supergruppo dell'idrotalcite e del gruppo della quintinite appartenente alla classe "carbonati e nitrati" con composizione chimica Mg4Al2[(OH)12|CO3] • 3(H2O), da un punto di vista chimico è un carbonato idrato di magnesio-alluminio con ioni idrossido aggiuntivi. Da un punto di vista cristallografico, la quintinite è un politipo, cioè la sua struttura cristallina è costituita da un reticolo stratificato con unità strutturali che cristallizzano alternativamente in simmetria esagonale o trigonale. Per distinguerli, questi sono a volte indicati come:
- quintinite-2H (politipo esagonale)
- quintinite-3T (politipo trigonale),[3]

ma non sono considerati minerali indipendenti.
Sono conosciute altre varianti strutturali della quintinite: la quintinite-1M, la quintinite-2T e la quintinite-3R.

## Etimologia e storia
La quintinite è stata scoperta per la prima volta nella "miniera di Jacupiranga" vicino a Cajati nello stato brasiliano di San Paolo (quintinite-2H) e nella cava di "Poudrette" a Mont Saint-Hilaire nella provincia canadese del Québec (quintinite-3T). Il minerale è stato descritto per la prima volta nel 1997 da George Y. Chao e Robert A. Gault, che lo hanno chiamato così in onore di Quintin Wight in onore dei suoi contributi allo studio della geologia di Mont Saint-Hilaire.
I politipi quintinite-2H e quintinite-3T descritti da Chao e Gault sono stati riconosciuti come minerali indipendenti dall'Associazione Mineralogica Internazionale (IMA) nel 1992 (registro nº IMA 1992-028 e nº IMA 1992-029), tuttavia, hanno perso questo status a causa della revisione del 1998 delle linee guida dell'IMA sulle procedure per il riconoscimento dei minerali e della loro nomenclatura. Secondo questa teoria, le forme polimorfiche di un minerale sono considerate specie indipendenti solo se le loro strutture sono anche topologicamente diverse. Tuttavia, se le strutture differiscono solo leggermente a causa di distorsioni del reticolo o a causa di cambiamenti o disallineamenti della sequenza di impilamento da uno strato atomico all'altro, questi polimorfi non sono considerati indipendenti.
Il campione tipo del minerale è esposto nel "Canadian Museum of Nature" di Ottawa (catalogo nº quintinite-2H: CMNMI 81546, CMNMI 47266, CMNMI 81548; quintinite-3T: CMNMI 81549) e al "Royal Ontario Museum di Toronto (catalogo nº quintinite-2H: M46768, M46769, M46770; quintinite-3T: M46771).

## Classificazione
Nella nona edizione della sistematica minerale di Strunz, aggiornata dall'Associazione Mineralogica Internazionale (IMA), classifica la quintinite nella classe "5. Carbonati (nitrati)" e da lì nella sottoclasse "5.D Carbonati con anioni aggiuntivi, con H2O"; questa è ulteriormente suddivisa in base alla dimensione relativa dei cationi coinvolti, in modo che il minerale possa essere trovato nella suddivisione "5.DA Con cationi di media dimensione" in base alla sua composizione, dove forma il sistema nº 5.DA.40 che occupa con altri due minerali: caresite e charmarite.
Tale suddivisione è mantenuta anche nell'edizione successiva, proseguita dal database "mindat.org" e chiamata Classificazione Strunz-mindat, dove però la quintinite è in compagnia anche di un nuovo minerale ancora in fase di studi, chiamato UM1987-05-OH:AlCMg, oltre che del minerale karchevskyite.
Anche la classificazione dei minerali secondo Dana, che viene utilizzata principalmente nel mondo anglosassone, classifica la quintinite-2H e la quintinite-3T nella classe comune dei "carbonati, nitrati e borati" e lì nella sottoclasse dei "carbonati con idrossile o alogeno"; qui è elencata insieme a caresite, charmarite-2H e charmarite-3T nel "gruppo della quintinite-charmarite" con il sistema nº 16b.07.16.

## Abito cristallino
A seconda del politipo considerato, si hanno i seguenti parametri:
| Politipo      | Sistema cristallino | Gruppo spaziale    | Gruppo puntuale | Parametri reticolari                  | Unità di formula (Z) | Volume della cella |
| ------------- | ------------------- | ------------------ | --------------- | ------------------------------------- | -------------------- | ------------------ |
| quintinite-2H | esagonale           | P6322              | 6 2 2           | a = 10,571 Å, c = 15,171 Å            | 4                    | 1468,17 Å³         |
| quintinite-3T | trigonale           | P3112 oppure P3212 | 3 2             | a = 10,571 Å, c = 22,71 Å             | 6                    | 2197,76 Å³         |
| quintinite-1M | monoclino           | B2/m               | 2/m             | a = 5,266 Å, b = 9,114 Å, c = 7,766 Å | 1                    | 362,9 Å³           |
| quintinite-2T | trigonale           | P31c               | 3 2/m           | a = 5,27(2) Å, c = 15,15(5) Å         | 1                    | 364,39 Å³          |
| quintinite-3R | trigonale           | R3m                | 3 2/m           | a = 3,063(1) Å, c = 22,674(9) Å       |                      | 184,2 Å³           |

## Origine e giacitura
La quintinite si forma da processi idrotermali in cavità miarolitiche e corpi rocciosi pegmatitici con sieniti nefelina. La caresite e la charmarite si trovano come minerali di accompagnamento, tra gli altri.
Oltre alle località tipo "Jacupiranga Mine" in Brasile e alla cava di "Poudrette" a Mont Saint-Hilaire in Canada, la quintinite è stata trovata in poche altre località.
In Italia la quintinite è stata trovata a Rovegno (Liguria).
Altri siti sono: nei rajon di Nižneilimskij, di Kovdorskij rajon e Malyshevo (Russia); nei pressi di Filipstad (Svezia); nella provincia di Ayopaya (Bolivia); a Markt Sankt Martin (in Austria); a Trojan, nella contea di San Bernardino (in California, Stati Uniti).

## Forma in cui si presenta in natura
La quintinite sviluppa cristalli tabulari o prismatici da sottili a spessi, ma si presenta anche sotto forma di aggregati minerali piramidali e a forma di rosetta. Nella sua forma pura, la quintinite è incolore e trasparente. Tuttavia, può anche assumere un colore dal giallo all'arancio-marrone a causa di miscele estranee, per cui la trasparenza diminuisce di conseguenza.
La lucentezza è vitrea e il colore dello striscio è bianco.